# Place du Pavillon (Bruxelles)
Pour les articles homonymes, voir Place du Pavillon.
La place du Pavillon (en néerlandais : Paviljoenplein) est une place bruxelloise de la commune de Schaerbeek où aboutissent sept artères différentes :
1. rue du Pavillon
2. rue François-Joseph Navez
3. rue Van Oost
4. rue Fraikin
5. rue des Ailes
6. rue Quinaux
7. rue Gallait

Aucune habitation n'a comme adresse la place du Pavillon.
Il semble que le nom de Pavillon fasse référence à un abri pour garde-barrière de la ligne de chemin de fer Bruxelles-Malines.